# Марко Бойцун
Марко Бойцун (англ. Marko Bojcun; 21 березня 1951 — 11 березня 2023) — британський економіст і політолог українського походження, історик робітничого руху і активіст соціалістичних поглядів.

## Життєпис
Народився в Австралії 21 березня 1951 року в родині емігрантів з Галичини, його батько Роман Бойцун був колишнім оберштурмфюрером дивізії зброї СС «Галичина». 1968 року переїхав до Канади, 1986 — до Великої Британії.
Вивчав історію та політологію в університетах Торонто (BA 1973), Глазго (M.Litt 1977) і Йорку, Канада (PhD, 1985). Дисертації були присвячені новітній українській історії та радянській політиці. Тема докторської дисертації — «Робітничий клас і національне питання в Україні 1880—1920».
Був активним учасником українського студентського руху в Канаді, який наприкінці 1960-х років набув лівого характеру, брав участь у міжнародному троцькістському русі. У 1970-х роках заснував у Канаді перші громадські комітети захисту політв'язнів у СРСР. Контактував із дисиденськими рухами, перевозив нелегальну літературу. У 1975—1985 роках брав участь у виданні журналу «Діялог», гаслом якого було «За соціалізм і демократію в самостійній Україні». До цього кола також належали Богдан Кравченко, Роман Сенькусь, Галина Фріланд, Іван-Павло Химка, Христина Хом'як, Мирослав Шкандрій. Марко писав для цих видань під псевдонімом Тарас Легкий.
У другій половині 1980-х брав активну участь в обговореннях щодо питань реформ і можливого розпаду Радянського Союзу в британській пресі, на радіо й телебаченні. Знімав документальні фільми для британського телебачення про Чорнобильську катастрофу, Народний рух України, розкопки поховань жертв НКВС на території Замарстинівської тюрми у Львові. З 1991 року вивчав еволюцію української держави, перехід країн Східної Європи до капіталізму і розширення Європейського Союзу на схід. Неодноразово приїжджав до України, курував проєкти з підготовки держслужбовців України до діяльності у справах євроінтеграції.
20 років працював в університетах Лондона. Став першим викладачем британських університетів, що читав курс історії України як окремий предмет. Був професором політології Східної Європи Університету Нью-Йорка в Лондоні, старшим викладачем факультету юриспруденції, управління і міжнародних відносин, директором Українського центру Лондонського столичного університету. 
З 2014 року брав участь в Ukraine Solidarity Campaign — русі солідарності британських лівих і профспілкових активістів з українським робітничим рухом.
Помер 11 березня 2023 року в Лондоні від раку.

## Основні публікації
Книги
- Viktor Haynes, Marko Bojcun. The Chernobyl Disaster. — London: The Hogarth Press Ltd., 1988, 208 p.
- Ukraine and Europe: a difficult reunion. — London: Kogan Page, 2001, 64 p.
- East of the Wall. — CreateSpace Independent Publishing Platform, 2015, 74 p.
- Towards a Political Economy of Ukraine: Selected Essays 1990–2015 (Ukrainian Voices). — Stuttgart: Ibidem-Verlag, 2020. — 296 p.
- The Workers’ Movement and the National Question in Ukraine, 1897–1918. — Leiden: Brill (Historical Materialism Book Series, Volume 229), 2021, 404 p.
  - Робітничий рух і національне питання в Україні: 1880–1918 [Архівовано 15 лютого 2022 у Wayback Machine.] / Пер. з англ. Максима Казакова та Лесі Бідочко. — Київ: Rosa-Luxemburg-Stiftung в Україні; ФОП Маслаков, 2020. — 580 с.

Наукові статті
- The Ukrainian Parliamentary Elections of March-April 1994 // Europe-Asia Studies, Vol 47:2 (1995)
- Leonid Kuchma's Presidency in its first year // Journal of Ukrainian Studies, Vol 1-2 (1995)
- The Ukrainian Economy since Independence // Working Papers in Ukrainian Studies, Vol. 1 (1999)
- Approaches to the Study of the Ukrainian Revolution 1917-21 // Journal of Ukrainian Studies, Vol 24:1 (1999)
- Ukraine in the World Economy // Вісник Харківського національного університету ім. В. Н. Каразіна «Світ-системна теорія і сучасні глобальні трансформації (філософія, політологія, соціологія)». — 2000. — № 487. — С. 109—117
- Where is Ukraine? Civilisation and Ukraine's Identity // Problems of Post Communism, Vol. 48:5, pp. 42-51 (September-October 2001)
- Russia, Ukraine and European Integration // European University Institute Working Paper HEC No. 2001/4, EUI (San Domenico Italy, 2001) 22 pp.
- Ukraine and European Integration // Journal of Ukrainian Studies, Vol. 26:1-2, 2001, pp. 271—286.
- The European Union's perspective on the Ukrainian-Russian border // Українсько-російське порубіжжя: формування соціального простору в історії та сучасній політиці. Київ: Інститут Кеннана; Стилос, 2003. pp. 17-33.
- Trade, investment and debt: Ukraine's integration into world markets // Neil Robinson (ed). Reforging the weakest link: global political economy and post-Soviet change in Russia, Ukraine and Belarus, Aldershot: Ashgate, 2004.
- Ukraine: Beyond postcommunism // Debatte: Journal of Contemporary Central and Eastern Europe, Volume 13, 2005, Issue 1
- The International Economic Crisis and the 2010 Presidential Elections in Ukraine // Journal of Communist Studies and Transition Politics, Volume 27, 2011, Issue 3-4
- Origins of the Ukrainian Crisis // Critique: Journal of Socialist Theory, Volume 43, 2015, Issue 3-4.

Статті українською
- Стратегія розвитку і режим накопичення: повернення капіталізму до України [Архівовано 16 березня 2015 у Wayback Machine.] // Спільне. — 2014. — № 7.
- Причини української кризи [Архівовано 6 квітня 2016 у Wayback Machine.] // Спільне. — 15.03.2016

Інтерв'ю
- Заробітчани відшкодовують мільярди, які з країни вивозять олігархи [Архівовано 10 березня 2016 у Wayback Machine.]
- Марко Бойцун: В Украине неизбежно воскреснет рабочее движение [Архівовано 21 травня 2018 у Wayback Machine.] // Спільне. — 08.04.2011.
- Марко Бойцун: «Ми перейшли від українського націоналізму до радикального соціалізму, деякі з нас — і до троцькізму» // Спільне. — 2017. — 13 грудня.